# جونگ جون ها
جونگ جون ها (کره‌ای: 정준하؛ زادهٔ ۱۸ مارس ۱۹۷۱) کمدین و بازیگر اهل کره جنوبی است.

## فیلم‌شناسی

### مجموعه تلویزیونی
| سال  | عنوان          | نقش       | توضیحات                 | منابع |
| ---- | -------------- | --------- | ----------------------- | ----- |
| ۲۰۲۲ | فردا           | رئیس جونگ | حضور افتخاری (قسمت ۱–۲) | [ ۱ ] |
| ۲۰۲۳ | گوکدو: فصل خدا | کارمند    | حضور افتخاری (قسمت ۳)   | [ ۲ ] |